# Батич, Иосиф
Иосиф Батич или Иосип Баттиг (словен. Josip Batič; 23 марта 1820, Гориция, Австрийская империя — 1852, Венеция) — словенский живописец.

## Биография
Сын кузнеца. Уже раннем возрасте проявил необыкновенный талант рисования.
Когда ему было 14 лет, он наблюдал за реставрацией фресок в местном соборе. Тогда же скопировал некоторые фрески и подарил два рисунка отцу одноклассника, отставному полковнику Карлу де Катинелли. Тот обратил внимание на талант Иосифа и рекомендовал его художнику И. Томинцу, который взял парня с собой в Триест и взялся за его обучение. Позднее Катинелли способствовал его учёбе в Венецианской академии изящных искусств в 1836—1844 годах. Учился у Людовико Липпарини и Одорико Полити.
В 1845 году он вместе с князем Романом Сангушко, который нанял художника, посетил крупные европейские города: Берлин, Мюнхен, Вену, где у Батича была возможность изучить творчество Рафаэля и других флорентийских, римских и ломбардских мастеров.
Затем, приехав в Славуту Волынской губернии, писал портреты и другие картины, расписал церковь и учил дочь князя живописи.
Затем он переселился в Венецию, где и умер. В соборе г. Гориция находятся четыре его картины.